# Stratiomyinae
Sous-famille
Taxons de rang inférieur
- Oxycerini
- Prosopochrysini
- Stratiomyini

Les Stratiomyinae sont une sous-famille de diptères brachycères de la famille des Stratiomyidae.

## Aperçu des genres
Hoplitimyia – Odontomyia – Panamamyia – Rhaphiocerina – Stratiomys – Vitilevumyia